# David Pinheiro
David Pinheiro da Silva Filho, conhecido artisticamente como David Pinheiro (Rio de Janeiro, 17 de abril de 1950), é um ator e humorista brasileiro. Seu personagem mais conhecido é Armando Volta (do bordão "Somebody love" \sambarilove\), dos programas humorísticos Escolinha do Professor Raimundo (Rede Globo) e Escolinha do Barulho (Rede Record).
Em 2007, esteve em cartaz com a peça teatral Eu Sou o Que Elas Querem?. No teatro, também atuou em Os Picaretas, Em Busca do Homem Perdido e O Vison Voador.
Em 2012, candidatou-se a vereador do Rio de Janeiro pelo PPS, com o nome de David Sambarilove. Em 1987, interpretou o cúmplice de Raposão (Diogo Vilela) em Sassaricando.

## Carreira

### Televisão
| Ano       | Título                          | Personagem                                   | Nota                                                        |
| --------- | ------------------------------- | -------------------------------------------- | ----------------------------------------------------------- |
| 1977      | Sinhazinha Flô                  | Cigano                                       | Episódio: "25 de outubro"                                   |
| 1980      | Água Viva                       | Assistente de direção da peça teatral de Max |                                                             |
| 1982      | Sétimo Sentido                  | Padre Gusmão                                 |                                                             |
| 1984      | Marquesa de Santos              | Intendente Aragão                            |                                                             |
| 1985      | A Gata Comeu                    | Zé Bento                                     |                                                             |
| 1985      | O Tempo e o Vento               | Dentinho de Ouro                             |                                                             |
| 1987      | Sassaricando                    | Dinamite                                     |                                                             |
| 1989      | Que Rei Sou Eu?                 | Guarda do Reino de Avilã                     |                                                             |
| 1990-1995 | Escolinha do Professor Raimundo | Seu Armando Volta                            |                                                             |
| 1996–98   | Caça Talentos                   | Lobo                                         |                                                             |
| 1999-2001 | Escolinha do Barulho            | Seu Armando Volta                            |                                                             |
| 2003-2014 | Zorra Total                     | Armando Volta / vários personagens           |                                                             |
| 2004      | Meu Cunhado                     | Motorista Nelson                             | Episódio: "Sambari Móveis"                                  |
| 2015-2016 | Malhação: Seu Lugar No Mundo    | Idelfonso Beltrão                            |                                                             |
| 2016      | Xilindró                        | Matusalém Júnior                             | Episódio: "Copa Interpresídios"                             |
| 2016      | E Aí... Comeu?                  | Dr. Bulhões                                  | Episódio: "Fratello"                                        |
| 2018      | Treme Treme                     | Crefildo                                     |                                                             |
| 2019      | República do Peru               | Coelho                                       |                                                             |
| 2019      | Escolinha do Professor Raimundo | Seu Armando Volta                            | Episódio: "6 de outubro"                                    |
| 2023      | Família Paraíso                 | Cerqueira                                    | Episódios: "A Estrela" e "Os Seguidores"                    |
| 2024      | Família É Tudo                  | Juvenal Oliveira (Jules)                     | Episódios: "15 de Junho – 02 de Setembro"                   |
| 2025      | Pablo & Luisão                  | Flávio                                       | Episódios: "A Concessionária Pablo" e "O Enterro do Tio Zé" |

### Cinema
| Ano  | Título                              | Papel                   |
| ---- | ----------------------------------- | ----------------------- |
| 1976 | As Mulheres Que Dão Certo           | —                       |
| 1980 | A Noiva da Cidade                   | —                       |
| 1981 | Álbum de Família                    | Teotônio                |
| 1984 | Memórias do Cárcere                 | Capitão Lobo            |
| 1986 | Por Incrível Que Pareça             | Motorista da ambulância |
| 1986 | O Homem da Capa Preta               | —                       |
| 1987 | Heleno e Garrincha                  | Amigo de Heleno         |
| 1988 | Romance da Empregada                | Walter                  |
| 1989 | Lili, a Estrela do Crime            | Arnaldo                 |
| 1990 | Barrela: Escola de Crimes           | Guarda II               |
| 1997 | O Homem Nu                          | —                       |
| 1998 | Policarpo Quaresma, Herói do Brasil | Átila                   |
| 2009 | Bela Noite Para Voar                | Celso                   |